# Église Saint-Nicolas du Plessis-Bouchard
 (octobre 2023).
Si vous disposez d'ouvrages ou d'articles de référence ou si vous connaissez des sites web de qualité traitant du thème abordé ici, merci de compléter l'article en donnant les références utiles à sa vérifiabilité et en les liant à la section « Notes et références ».
L'église Saint-Nicolas du Plessis-Bouchard est une église appartenant à la commune du Plessis-Bouchard (Val-d'Oise) et au diocèse de Pontoise. Elle se situe rue Pierre-Brossolette.

## Histoire

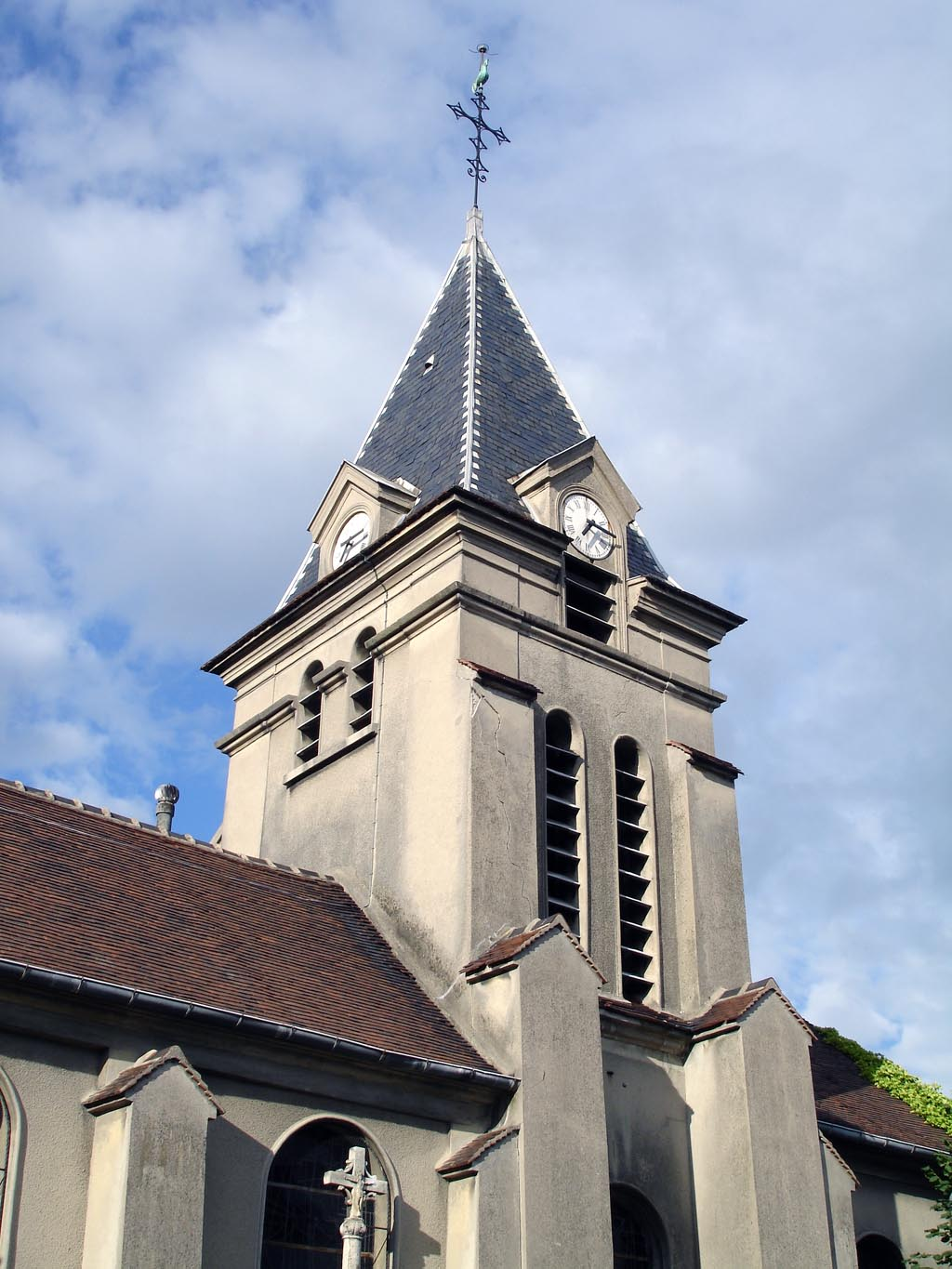
[2]L'église Saint-Nicolas (photographe inconnu)
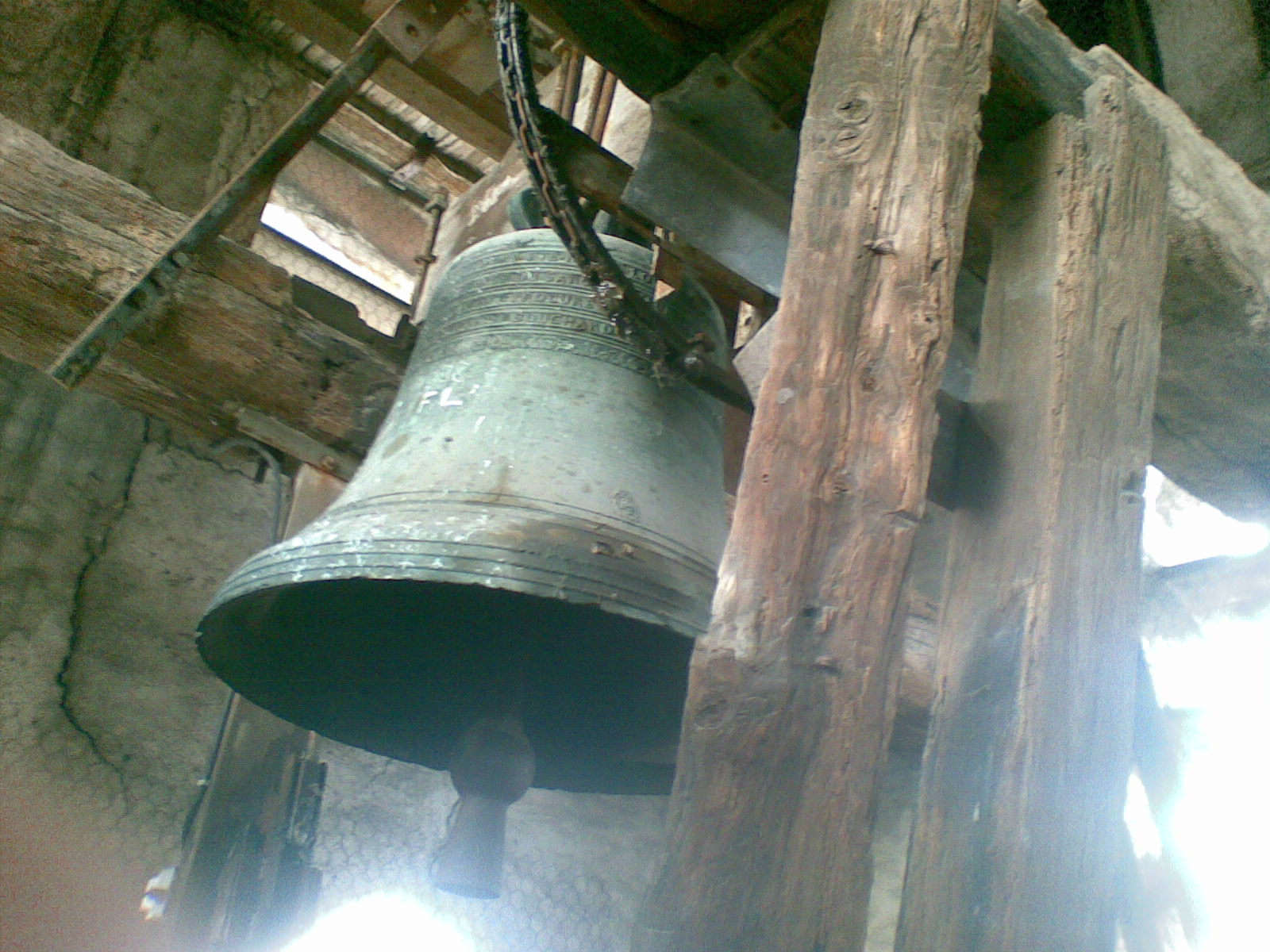
Louise-Joséphine

### Les différents styles
L'église Saint-Nicolas du Plessis-Bouchard a connu différents styles, à savoir :
- néo-roman ;
- style XVIIe ;
- style XIXe.

### L'église actuelle
L'église actuelle a été placée pendant le XVIIe siècle. Cependant, elle a connu la Révolution française, et fut donc gravement endommagée au cours de cette dure période. Elle fut rénovée au cours du XIXe siècle.

### Historique
En 1122, une chapelle sous la direction de la paroisse de Saint-Leu, et dédiée à Saint-Nicolas. L'actuel évêque de Paris, Maurice de Sully, l'érigea au rang d'église paroissiale en 1192.
L'ancienne chapelle fut reconstruite à la manière du XVIIe siècle, mais, sous la Révolution Française, en 1789, elle fut entièrement vidée, et confisquée de ses biens, par les révolutionnaires, et fut privée de tous ses objets cultes en or en 1792. Les deux anciennes cloches furent réquisitionnées en 1793, afin d'être fondue en canon. Seule une dernière cloche: Louise-Joséphine restera dans le clocher. C'était la plus petite des trois.
En 1850, ce fut le début de la restauration de l'église. Les voûtes furent entretenues, en 1859, se fut le plafond en bois de la nef, en 1888, les gouttières, un pilier et la toiture. Enfin, en 1922, le cadran de l'horloge fut restauré. En 1962, les vitraux du XIXe furent remplacés par des vitraux contemporains. Cependant, l'église Saint-Nicolas n'obtient pas son titre de monument historique, et, en 1999, le couperet s’effondre. À la suite de cet incident, l'église Saint-Nicolas fermera, et ne sera pas restaurée avant 2005!
En 2005, avec le réaménagement du Cœur de Ville, l'église fut restaurée au passage. Son couperet fut réparé, mais l'église resta fermée. Son ouverture officielle ne s’effectuera qu'en 2011, le 22 octobre. La même année, une nouvelle cloche fut ajoutée aux côtés de l'ancienne. Elle s'appelle Marie-Gabrielle, en compagnie de l'évêque de Pontoise.

### Les cloches
Deux cloches se trouvent dans le clocher de l'église.
La plus grosse est la plus ancienne des deux. Elle a été fondue en 1770 sur la demande de Louis Joseph de Bourbon, et été baptisée Louise-Josephine.
Inscription se trouvant sur la face de la cloche:
LAN 1770 JAY ETE NOMME LOUIS JOSEPHINE PAR S.A.S MONSEIGNEUR
LOUIS JOSEPH DE BOURBON PRINCE DE
CONDE PRINCE DE SANG SEIGNEUR DE CETTE PAROISSE REPRESENTE
PAR MR FRANCOIS MICHEL GOBERT AVOCAT
EN PARLEMENT PROCUREUR GENERAL FISCAL DU DUCHE ET PAIRIE
D'ANGUIEN ET BENITE PAR MRE PIERRE DARLU
CURE DU PLESSY BOUCHARD JEAN ALLINE MARGUILLIER EN CHARGE
LOUIS ALLINE MARGR COMPTABLE ROCH ALLINE
MARGR ENTRANT
La seconde, la plus petite, offerte à l'église en 2010 et baptisée Marie Gabrielle.
Inscription se trouvant sur la face de la cloche:
L'AN 2010
JE FUS NOMMEE MARIE-GABRIELLE
PAR
GERARD LAMBERT-MOTTE MAIRIE DU PLESSIS-BOUCHARD
M.F.B YAPO ET J.P MANGES CURES DE LA PAROISSE SAINT-NICOLAS
GEORGETTE CARRIC ET MARIE-THERESE ALLINE MES MARRAINES 

Louise-Joséphine: fondue en 1770, note: SI bémol 3
Marie-Gabrielle: fondue en 2010, note: DO dièse 4